# Skinnarviksparken

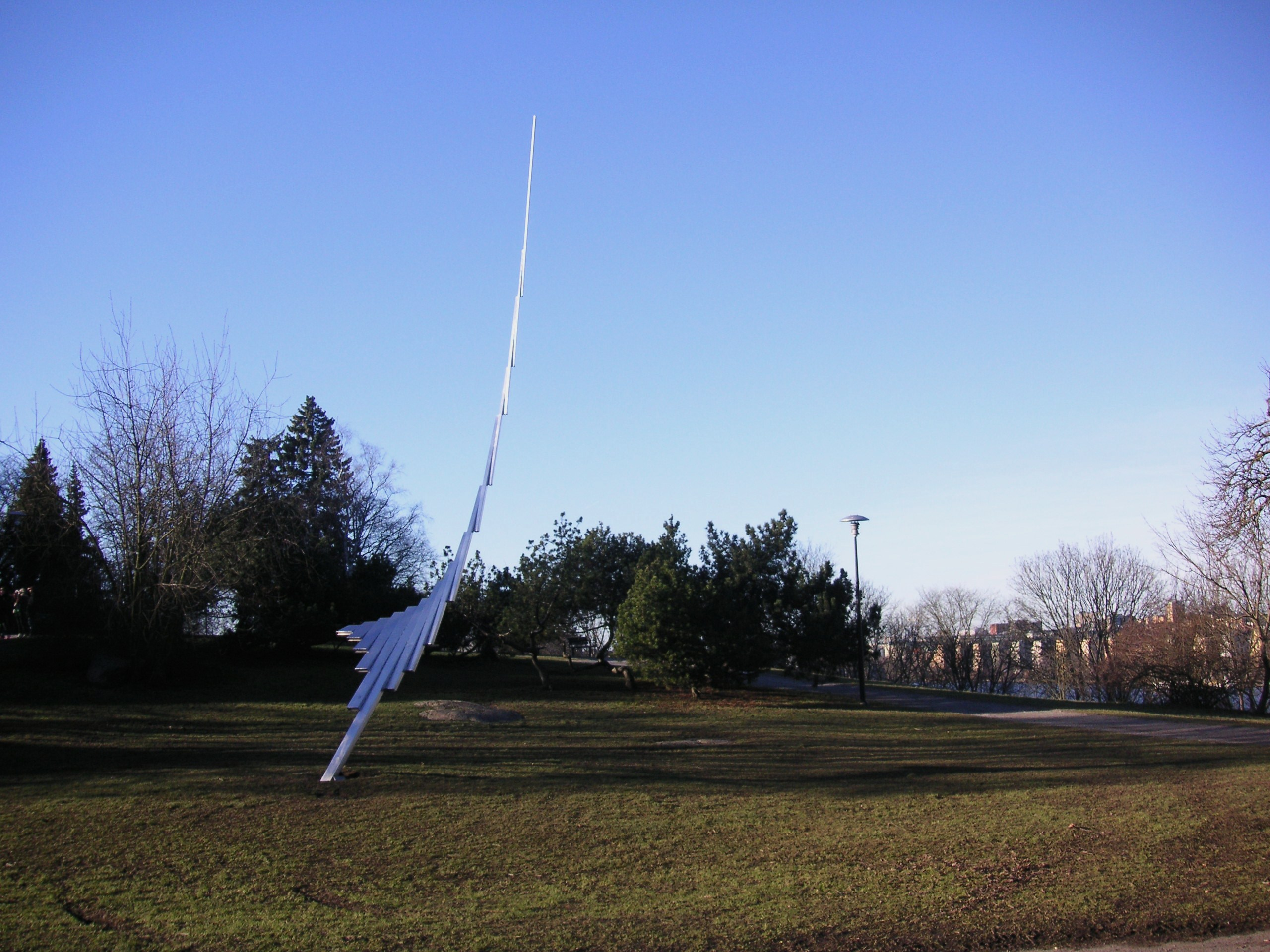
Arne Jones skulptur "Progression".

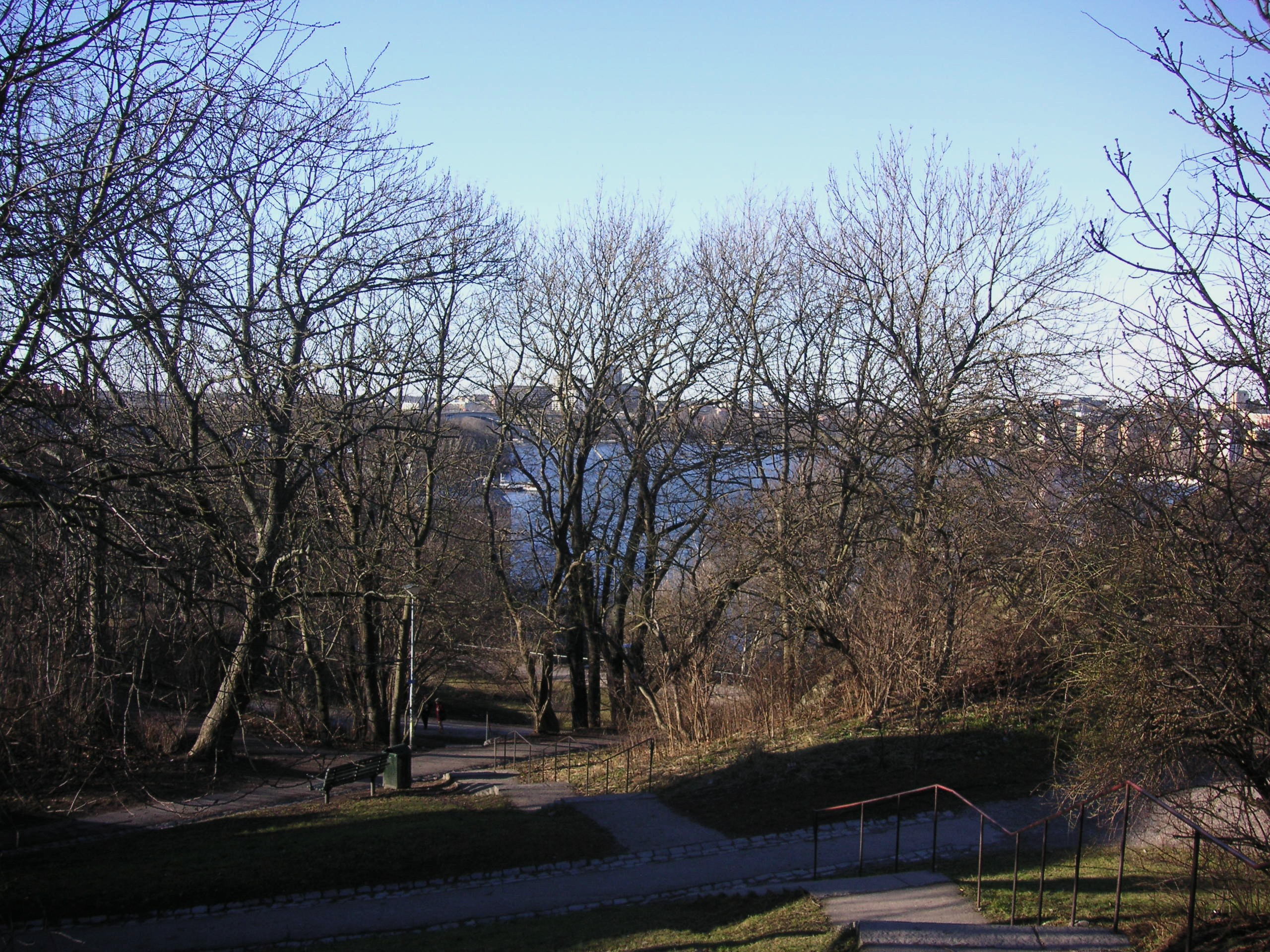
Skinnarviksparken, vy mot norr.

Skinnarviksparken är en park på  Södermalm i centrala Stockholm.  Den ligger på höjden söder om Söder Mälarstrand intill Skinnarviksberget. Från parken har man en grandios utsikt över Riddarfjärden.
Redan vid 1600-talets början återfinns namnet Skinnarviken i gamla handlingar. Då var det garvare, även kallad skinnare, som slog sig ned där. En som nämns i en bouppteckning från 1658 är Jöran Marckusson Skinnare, som var gårdsägare vid "Skinnarewickz-gatun". Garvare var för sitt yrke beroende av riklig tillgång på vatten. Eftersom verksamheten spred en obehaglig lukt omkring sig måste den bedrivas på avstånd från stadsbebyggelsen.   
Parken anlades ursprungligen på 1930-talet men namnet "Skinnarviksparken" bestämdes redan år 1915. Skinnarviksparken och västra delen av Skinnarviksberget kom att utformas efter nya idéer om att den ursprungliga naturen på platsen i största möjliga utsträckning skulle bevaras och styra parkanläggningens utformning.
I parkens nedre del finns sedan 1979 skulpturen Progression i rostfritt stål av Arne Jones. I parkens södra del finns sedan 2010 en kaffekiosk under sommartid. I parken hålls årligen konserter.